# Vibersviller
Vibersviller – miejscowość i gmina we Francji, w regionie Grand Est, w departamencie Mozela.
Według danych na rok 1990 gminę zamieszkiwało 398 osób, a gęstość zaludnienia wynosiła 31 osób/km² (wśród 2335 gmin Lotaryngii Vibersviller plasuje się na 664. miejscu pod względem liczby ludności, natomiast pod względem powierzchni na miejscu 432.).